# Фёрстер, Йозеф Богуслав
Йозеф Богуслав Фёрстер (чеш. Josef Bohuslav Foerster; 30 декабря 1859, Прага — 29 мая 1951, Нови-Вестец) — чешский композитор, педагог, музыкальный критик. Народный артист ЧССР (1945).

## Жизнь и творчество
Родился в семье композитора Йозефа Фёрстера. Старший брат художника Виктора Фёрстера.
Начал учиться музыке в девятилетнем возрасте в школе Целестина Мюллера. Окончив в 1882 году Пражскую школу органистов, служил органистом в церкви Святого Войтеха. Й. Б. Фёрстер получил музыкальное образование в Пражской консерватории. Позднее переселился вместе со своей женой, оперной певицей Бертой Лаутерер, в Гамбург, где занимался музыкальной критикой и с 1901 года — преподаванием в Гамбургской консерватории. В консерватории Фёрстер познакомился и близко подружился с Густавом Малером. В 1903—1918 годах композитор выступает как музыкальный критик и занимается преподаванием в Вене. Затем он преподаёт в Пражской консерватории. В 1921 году он становится профессором музыкальной композиции, в 1922—1931 годах возглавляет консерваторию. В 1931—1939 годах Й. Б. Фёрстер — глава Чешской академии литературы и искусства. Имя Фёрстера присвоено брненскому духовому квинтету и пражскому фортепианному трио. В 1946 году ему присваивается звание Народного артиста Чехословакии.
Й. Б. Фёрстер написал 6 опер, 5 симфоний, симфонические поэмы, сюиты, увертюры, 2 скрипичных концерта и концерт для виолончели. Кроме этого, он писал камерную и духовную хоровую музыку, а также песни. Фёрстер был сторонником романтического направления в искусстве. В его ранних произведениях чувствуется влияние Антонина Дворжака. В 1942—1947 годах вышла в свет его двухтомная автобиография под названием «Паломник». Кроме музыки, мастер проявил себя также как художник; писал преимущественно пейзажи.

## Сочинения
- Sinfonie Nr. 1 d-Moll
- Sinfonie Nr. 2 F-Dur
- Sinfonie Nr. 3 D-Dur «Жизнь»
- Sinfonie Nr. 4 c-Moll «Пасхальная ночь», 1905
- Sinfonie Nr. 5 d-Moll
- Cyrano de Bergerac op. 55, симфоническая поэма
- Von Shakespeare op. 76, симфоническая поэма
- Hymnus der Engel
- Stabat mater
- Mortius fratribus
- Missa Glagolytica
- Der heilige Wenzel, оратория
- Debora, Oper, 1890/91
- «Ева» (Eva), опера по пьесе Габриэлы Прейссовой «Хозяйская раба», 1895-97
- Jessika, опера по пьесе В.Шекспира Венецианский купец, 1902-04
- Nepřemožení (Непобедимые), Oper, 1917
- Srdce (Сердце), Опера, 1921/22
- Bloud (Глупец), Oper, 1935/36
- Камерная музыка
  - Дуэты
    - Соната для скрипки и фортепиано h-Moll op. 10, 1889
    - Prinzessin Gänseblümchen, сюита для скрипки и фортепиано op. 35, nach 1897
    - Соната для виолончели и фортепиано Nr. 1 f-Moll op. 45, 1898
    - Баллада для скрипки и фортепиано op. 92, 1914
    - Фантазия для скрипки и фортепиано op. 128, 1925
    - Соната для виолончели и фортепиано Nr. 2 op. 130, 1926
    - 2 импровизации для скрипки и фортепиано op. 154, 1934
    - Збирожская сюита для скрипки и фортепиано op. 167, 1940
    - Соната quasi fantasia для скрипки и фортепиано op. 177, 1943

  - Фортепианные трио
    - Nr. 1 f-Moll op. 8, 1883
    - Nr. 2 B-Dur op. 38, 1894
    - Nr. 3 a-Moll op. 105, 1919-21

  - Струнные квартеты
    - Nr. 1 E-Dur op.15, 1888
    - Nr. 2 D-Dur op. 39, 1893
    - Nr. 3 C-Dur op. 61, 1907-13
    - Nr. 4 F-Dur op. 182, 1944
    - Nr. 5 «Vestecký» F-Dur, 1951

  - Другие произведения
    - Струнный квинтет op. 3, 1886
    - Квинтет духовых инструментов (флейта, гобой, кларнет, фагот, рожок) D-Dur op. 95, 1909
    - Фортепианный квинтет op. 138, 1928
    - Нонетт (флейта, гобой, кларнет, фагот, рожок, скрипка, альт, виолончель, контрабас) F-Dur op. 147, 1931
    - Элегия для скрипки соло, 1945